# Dick Doyle
Dick Doyle (eigentlich Richard Norman Doyle; * 15. Mai 1927 in Hamilton; † 17. Dezember 2019) war ein US-amerikanischer Diskuswerfer.
1951 gewann er bei den Panamerikanischen Spielen in Mexiko-Stadt Silber.
Im selben Jahr wurde er mit seiner persönlichen Bestleistung von 53,50 m US-Meister. 1950 holte er für die University of Montana startend den NCAA-Titel.